# Raúl Jiménez
Pour les articles homonymes, voir Jiménez.
Raúl Alonso Jiménez Rodríguez, dit Raúl Jiménez, né le 5 mai 1991 à Tepeji au Mexique, est un footballeur international mexicain jouant au poste d'avant-centre à Fulham FC.

## Biographie

### En club

#### Premiers pas et débuts professionnels au Mexique (2011-2014)
Né à Tepeji au Mexique, Raúl Jiménez est formé par le Club América.
Il commence sa carrière professionnelle, jouant son premier match le 9 octobre 2011, lors d'une rencontre de championnat face au Monarcas Morelia (1-1) où il est titulaire lors de cette rencontre,.

#### Atlético de Madrid (2014-2015)
Il quitte le Mexique et s'engage à l'été 2014 à l'Atlético de Madrid, où il ne reste qu'une saison et n'inscrit qu'un seul but sur 28 matchs joués.

#### Benfica Lisbonne (2015-2018)
Le 13 août 2015, il quitte l'Atlético de Madrid pour signer un contrat de 5 ans avec le Benfica Lisbonne. Avec le club lisboète, il dispute 3 saisons et est notamment champion du Portugal en 2016 et 2017.
Lors de ces 3 saisons, il dispute 120 matchs et inscrit 31 buts.

#### Prêt puis transfert définitif à Wolverhampton (2018-2023)
En juin 2018, le joueur mexicain est prêté pour une saison à Wolverhampton contre trois millions d'euros, le club promu disposant sur lui d'une option d'achat de 38 millions.
Le 4 avril 2019, le club lève l'option d'achat et obtient ainsi le transfert définitif du joueur, à compter de juillet 2019. Il réalise une excellente première saison en Premier League à l'image de son titre de meilleur buteur de l'équipe de la saison, et, de meilleur joueur de l'équipe, voté par ses coéquipiers.
Devenant un titulaire indiscutable, il dispute 166 matchs et inscrit 57 buts avec Wolverhampton.

#### Fulham (2023-)
Le 26 juillet 2023, il quitte Wolverhampton et s'engage pour un contrat de 2 ans à Fulham.

### En sélection
Le 31 janvier 2013, Jiménez honore sa première sélection avec l'équipe du Mexique en remplaçant Aldo de Nigris contre le Danemark en amical.
Il remporte la Gold Cup 2019 et est désigné meilleur joueur de la compétition.
Le 14 novembre 2022, il est sélectionné par Gerardo Martino pour participer à la Coupe du monde 2022.

### Vie privée
Au mois de juin 2018, en marge de la Coupe du monde, neuf joueurs de la sélection mexicaine, dont Jiménez, fêtent leur départ en Russie en organisant une orgie avec une trentaine de prostituées. Malgré la résonance médiatique de l'affaire, ils n'écopent pas de sanction.

## Statistiques
| Saison                | Club                           | Championnat           | Championnat | Championnat | Coupe nationale | Coupe nationale | Coupe de la Ligue | Coupe de la Ligue | Supercoupe | Supercoupe | Compétition(s) continentale(s) | Compétition(s) continentale(s) | Compétition(s) continentale(s) | Total | Total |
| Saison                | Club                           | Division              | M.          | B.          | M.              | B.              | M.                | B.                | M.         | B.         | Comp.                          | M.                             | B.                             | M.    | B.    |
| 2011-2012             | Club América                   | Liga MX               | 18          | 2           | -               | -               | -                 | -                 | -          | -          | -                              | -                              | -                              | 18    | 2     |
| 2012-2013             | Club América                   | Liga MX               | 39          | 14          | 2               | 0               | -                 | -                 | -          | -          | -                              | -                              | -                              | 41    | 14    |
| 2013-2014             | Club América                   | Liga MX               | 35          | 16          | 2               | 1               | -                 | -                 | -          | -          | LCC                            | 2                              | 2                              | 39    | 19    |
| 2014-2015             | Club América                   | Liga MX               | 4           | 4           | -               | -               | -                 | -                 | -          | -          | -                              | -                              | -                              | 4     | 4     |
| Sous-total            | Sous-total                     | Sous-total            | 96          | 36          | 4               | 1               | -                 | -                 | -          | -          | -                              | 2                              | 2                              | 102   | 39    |
| 2014-2015             | Atlético Madrid                | Liga                  | 21          | 1           | 4               | 0               | -                 | -                 | 2          | 0          | C1                             | 1                              | 0                              | 28    | 1     |
| Sous-total            | Sous-total                     | Sous-total            | 21          | 1           | 4               | 0               | -                 | -                 | 2          | 0          | -                              | 1                              | 0                              | 28    | 1     |
| 2015-2016             | Benfica Lisbonne               | Liga NOS              | 28          | 5           | 2               | 0               | 5                 | 4                 | -          | -          | C1                             | 10                             | 3                              | 45    | 12    |
| 2016-2017             | Benfica Lisbonne               | Liga NOS              | 19          | 7           | 4               | 3               | 2                 | 0                 | 1          | 0          | C1                             | 6                              | 1                              | 32    | 11    |
| 2017-2018             | Benfica Lisbonne               | Liga NOS              | 33          | 6           | 2               | 0               | 2                 | 1                 | 1          | 1          | C1                             | 5                              | 0                              | 43    | 8     |
| Sous-total            | Sous-total                     | Sous-total            | 80          | 18          | 8               | 3               | 9                 | 5                 | 2          | 1          | -                              | 21                             | 4                              | 120   | 31    |
| 2018-2019             | Wolverhampton Wanderers (prêt) | Premier League        | 38          | 13          | 6               | 4               | -                 | -                 | -          | -          | -                              | -                              | -                              | 44    | 17    |
| 2019-2020             | Wolverhampton Wanderers        | Premier League        | 38          | 17          | 2               | 0               | -                 | -                 | -          | -          | C3                             | 15                             | 10                             | 55    | 27    |
| 2020-2021             | Wolverhampton Wanderers        | Premier League        | 10          | 4           | -               | -               | 1                 | 0                 | -          | -          | -                              | -                              | -                              | 11    | 4     |
| 2021-2022             | Wolverhampton Wanderers        | Premier League        | 34          | 6           | 2               | 0               | -                 | -                 | -          | -          | -                              | -                              | -                              | 36    | 6     |
| 2022-2023             | Wolverhampton Wanderers        | Premier League        | 15          | 0           | 2               | 0               | 3                 | 3                 | -          | -          | -                              | -                              | -                              | 20    | 3     |
| Sous-total            | Sous-total                     | Sous-total            | 135         | 40          | 12              | 4               | 4                 | 3                 | 0          | 0          | -                              | 15                             | 10                             | 166   | 57    |
| 2023-2024             | Fulham FC                      | Premier League        | 27          | 7           | 1               | 0               | 4                 | 0                 | -          | -          | -                              | -                              | -                              | 32    | 7     |
| 2024-2025             | Fulham FC                      | Premier League        | 38          | 12          | 3               | 1               | 2                 | 1                 | -          | -          | -                              | -                              | -                              | 43    | 14    |
| Sous-total            | Sous-total                     | Sous-total            | 65          | 19          | 4               | 1               | 6                 | 1                 | 0          | 0          | -                              | 0                              | 0                              | 75    | 21    |
| Total sur la carrière | Total sur la carrière          | Total sur la carrière | 397         | 118         | 32              | 9               | 18                | 9                 | 4          | 1          | -                              | 39                             | 14                             | 490   | 151   |

## Palmarès

### En club
Atlético de Madrid
- Vainqueur de la Supercoupe d'Espagne en 2014

 Benfica
- Champion du Portugal en 2016 et 2017
- Vainqueur de la Coupe du Portugal en 2017
- Vainqueur de la Coupe de la Ligue portugaise en 2016
- Vainqueur de la Supercoupe du Portugal en 2016 et 2017

### En équipe nationale
Équipe du Mexique olympique
- Vainqueur des Jeux Panaméricains en 2011
- Vainqueur du Tournoi de Toulon en 2012
- Vainqueur du Tournoi masculin de football aux Jeux olympiques d'été de 2012

 Mexique
- Vainqueur de la Gold Cup en 2019 et 2025

### Distinction individuelles
- Meilleur joueur de la Gold Cup en 2019